# Горнеро чубатий
Горнеро чубатий (Furnarius cristatus) — вид горобцеподібних птахів родини горнерових (Furnariidae). Поширений в Південній Америці.

## Поширення
Вид поширений у регіоні Гран-Чако на півдні Болівії, заході Парагваю та півночі Аргентини. Населяє чагарникові та лісисті ландшафти.

## Опис
Чубатий горнеро має довжину від 14 до 15 см і важить від 26 до 29 г. Його найвідмітнішою рисою є великий гребінь. Оперення обох статей однакове. Дорослі особини мають ледь помітну бліду надбрівку та тьмяну коричневу ділянку вилиць і криючі вух; останні мають нечіткі темні краї. Лоб у них рум'яний, а тім'я та гребінь більш тьмяно-коричневі. Їхня спина та круп тьмяно-коричнево-рудого кольору, а надхвістя рудим. Центральна пара пір'я їхнього хвоста тьмяно-руда, а решта більш яскраво-руда. Криючі та махові пір'я переважно тьмяно-коричневі з рудими краями на останніх. Горло у них білувате, груди коричневі, живіт і боки коричневі з білуватим центром до живота. Підхвістя коричнево-білувате з коричневими основами. Райдужка коричнево-червона, верхня щелепа чорнувата, нижня щелепа рожева з темним кінчиком, а ноги та ступні сірі.